# Orchestra Sinfonica di Roma
L'Orchestra Sinfonica di Roma è stata un'orchestra sinfonica italiana attiva dal 2002 al 2014 a Roma.

## Storia
Nasceva come un'orchestra a gestione  privata, sostenuta unicamente dalla Fondazione Cassa di Risparmio di Roma.
A pochi giorni dalla sua nascita, l'orchestra ha ricevuto l'invito da parte del Presidente della Repubblica per la realizzazione del Concerto di fine anno.
L'orchestra ha realizzato le prime due Stagioni al Teatro Argentina di Roma, poi al Teatro Sistina e a partire dalla quarta Stagione ha acquisito lo storico Auditorium di Via della Conciliazione proponendo in 8 anni oltre 700 concerti con circa 400 programmi diversi.
Nel 2014 ha annunciato la cessazione delle attività a causa della volontà espressa dalla Fondazione Roma di non finanziare ulteriormente il progetto, per problemi gravi di bilancio interno.

## Attività
Ha prodotto circa 30 CD, in proprio o in collaborazione con le etichette Naxos e Brilliant Classics, prevalentemente dedicati al repertorio sinfonico di autori italiani.
L'Orchestra Sinfonica di Roma ha pianificato una serie di interventi di divulgazione portando la musica nei licei romani, negli ospedali, nelle università, nei centri culturali e nelle basiliche: in poco più di tre anni sono stati eseguiti per questo programma oltre 200 concerti. Fin dalla prima Stagione l'orchestra è stata impegnata nella realizzazione di un festival in Piazza del Campidoglio a Roma. Nell'ultima edizione il festival è stato realizzato nella Basilica di Massenzio.
Ha effettuato varie tournée all'estero a San Pietroburgo, Bruxelles, Madrid, a Belgrado, in Brasile, alla Cadogan Hall di Londra, Atene, Pechino, Shanghai, Cracovia, Ludwigshafen.

## Discografia
| Compositore              | Opere | Artisti | Etichetta          |
| Ferruccio Busoni         | - Concerto per pianoforte, coro maschile e orchestra Op. 39 | Roberto Cappello, pianoforte; Corale Luca Marenzio | Naxos              |
| Ferruccio Busoni         | - Eine Lustspielouvertüre Op. 38 - Rondò arlecchinesco Op. 46 - Gesang vom Reigen der Geister Op. 47 - Concertino per clarinetto Op. 48 - Divertimento per flauto e piccola orchestra Op. 52 - Tanzwalzer Op. 53 | Giammarco Casani, clarinetto; Laura Minguzzi, flauto; Gianluca Terranova, tenore                                                                                       | Naxos              |
| Alfredo Casella          | - Sinfonia No. 1 Op. 5 - Concerto per pianoforte, timpani, percussioni e archi Op. 69 | Desirée Scuccuglia, pianoforte; Antonio Ceravolo, percussioni | Naxos              |
| Alfredo Casella          | - Sinfonia No. 2 Op. 12 - A notte alta per pianoforte e orchestra Op. 30bis | Sun Hee You, pianoforte | Naxos              |
| Alfredo Casella          | - Sinfonia No. 3 Op. 63 - Elegia eroica per orchestra Op. 29 | - | Naxos              |
| Alfredo Casella          | - Notte di Maggio per voce e orchestra Op. 20 - Concerto per violoncello Op. 58 - Scarlattiana per orchestra Op. 44                                                                                              | Olivia Andreini, mezzosoprano; Andrea Noferini, violoncello; Sun Hee You, pianoforte                                                                                   | Naxos              |
| Alfredo Casella          | - Suite in Do Maggiore Op. 13 - Pagine di guerra Op. 25bis - Concerto Op. 61 | - | Naxos              |
| Alfredo Casella          | - Introduzione, aria e toccata Op. 55 - Partita per pianoforte e piccola orchestra Op. 42, - Frammenti orchestrali da La donna serpente (Serie I Op. 50bis, e Serie II Op. 50ter)                                | Sun Hee You, pianoforte | Naxos              |
| Alfredo Catalani         | - Ero e Leandro, poema sinfonico - Scherzo - Andantino - Contemplazione - Il mattino, sinfonia romantica | - | Naxos              |
| Muzio Clementi           | - Overture in Re Maggiore - Sinfonia No. 1 (nuova edizione critica curata da Pietro Spada) - Sinfonia No. 2 (nuova edizione critica curata da Pietro Spada)                                                      | - | Naxos              |
| Muzio Clementi           | - Overture in Do Maggiore - Sinfonia No. 3 (nuova edizione critica curata da Pietro Spada) - Sinfonia No. 4 (nuova edizione critica curata da Pietro Spada)                                                      | - | Naxos              |
| Muzio Clementi           | - Concerto per pianoforte in Do Maggiore - Minuetto pastorale in Re Maggiore - Sinfonia Op. 18 No. 1 - Sinfonia Op. 18 No. 2                                                                                     | Bruno Canino, pianoforte | Naxos              |
| Franco Ferrara           | - Preludio - Fantasia Tragica - Notte di tempesta - Burlesca | | Naxos              |
| Giorgio Federico Ghedini | - Architetture - Contrappunti * - Marinaresca e baccanale | Paolo Chiavacci, violino; * Riccardo Savinelli, viola; * Giuseppe Scaglione, violoncello *                                                                             | Naxos              |
| Gian Francesco Malipiero | - Impressioni dal vero I, II e III - Pause del silenzio I e Pause del silenzio II | - | Naxos              |
| Gian Francesco Malipiero | - Fantasie di ogni giorno - Passacaglie - Concerti | - | Naxos              |
| Luigi Mancinelli         | - Scene veneziane - Suite - Ouverture e Battaglia di Azio da 6 intermezzi sinfonici per la tragedia Cleopatra | - | Naxos              |
| Giuseppe Martucci        | - Sinfonia No. 1 Op. 75 - Giga - Canzonetta - Andante - Notturno | Andrea Noferini, violoncello | Naxos              |
| Giuseppe Martucci        | - Sinfonia No. 2 Op. 81 - Tema e variazioni Op. 58 - Gavotta - Tarantella | Lya De Barberiis, pianoforte | Naxos              |
| Giuseppe Martucci        | - Concerto per pianoforte No. 1 Op. 40 - La canzone dei ricordi per voce e orchestra | Gesualdo Coggi, pianoforte; Silvia Pasini, mezzosoprano | Naxos              |
| Giuseppe Martucci        | - Concerto per pianoforte No. 2 Op. 66 - Momento musicale e Minuetto - Novelletta - Serenata - Colore orientale                                                                                                  | Gesulado Coggi, pianoforte | Naxos              |
| Saverio Mercadante       | - Omaggio a Bellini - Sinfonia sulla seconda caratteristica napoletana - Sinfonia su motivi dello Stabat Mater di Rossini - Concerto per clarinetto No. 2 in Si bemolle Maggiore Op. 101 - Garibaldi             | Giammarco Casani, clarinetto | Naxos              |
| Goffredo Petrassi        | - Divertimento in Do Maggiore - Partita - Quattro inni sacri (versione per tenore, baritono e orchestra) - Coro di morti                                                                                         | Carlo Putelli, tenore; Davide Malvestio, basso; Nuovo Coro Lirico Sinfonico Romano                                                                                     | Naxos              |
| Goffredo Petrassi        | - Concerto per flauto - Concerto per pianoforte - La follia di Orlando, suite sinfonica dal balletto | Mario Ancillotti, flauto; Bruno Canino, pianoforte | Naxos              |
| Ottorino Respighi        | - Trilogia Romana (I pini di Roma, Fontane di Roma e Feste romane) - Gli uccelli - Suite per archi - Suite per archi e organo                                                                                    | Antonio Palcich, organo | Brilliant Classics |
| Ottorino Respighi        | - Impressioni brasiliane - Trittico botticelliano - Vetrate di chiesa - Concerto a cinque - Poema autunnale * - Concerto all'antica *                                                                            | Andrea Tenaglia, oboe; Vincenzo Valenti, tromba; Chiara Petrucci, violino; Maurizio Turriziani, contrabbasso; Desirée Scuccuglia, pianoforte; Vadim Brodsky, violino * | Brilliant Classics |
| Ottorino Respighi        | - Concerto Gregoriano per violino e orchestra - Toccata per pianoforte e orchestra * - Adagio con variazioni per violoncello e orchestra - Sinfonia drammatica - Fantasia slava per pianoforte e orchestra       | Vadim Brodsky, violino; Andrea Noferini, violoncello; Desirée Scuccuglia, pianoforte; Chiara Bertoglio, pianoforte *                                                   | Brilliant Classics |
| Ottorino Respighi        | - Antiche arie e danze per liuto (Suite No. 1, Suite No. 2 e Suite No. 3) - Rossiniana - Concerto in modo misolidio per pianoforte e orchestra - Metamorphoseon modi XII                                         | Desirée Scuccuglia, pianoforte | Brilliant Classics |
| Giovanni Sgambati        | - Cola di Rienzo, ouverture - Sinfonia No. 1 Op. 16 | | Naxos              |
| Ermanno Wolf-Ferrari     | - Idillio Concertino per oboe e piccola orchestra Op. 15 - Suite Concertino per fagotto e piccola orchestra Op. 16 - Concertino per corno inglese e piccola orchestra Op. 34                                     | Andrea Tenaglia, oboe; William Moriconi, corno inglese; Giuseppe Ciabocchi, fagotto                                                                                    | Naxos              |